# Грефе, Альбрехт фон
Альбрехт Фридрих Вильгельм Эрнст фон Гре́фе (нем. Albrecht Friedrich Wilhelm Ernst von Gräfe; 28 мая 1828, Брисков-Финкенхерд — 20 июля 1870, Берлин) — немецкий хирург-офтальмолог, приват-доцент Берлинского университета. Разработал операцию иридэктомии — иссечения части радужной оболочки для лечения глаукомы, предложил способ удаления катаракты, значительно усовершенствовавший технику операции, описал изменения глазного дна при опухолях головного мозга и базедовой болезни. По инициативе и непосредственном участии Альбрехта фон Грефе в Гейдельберге возникло первое в мире общество глазных врачей — Гейдельбергское офтальмологическое общество, членами которого являлись окулисты не только Германии, но и других стран, в том числе и России. Сын Карл-Фердинанда фон Грефе (1787—1840) — немецкого хирурга, офтальмолога, специализировавшегося в области пластической и реконструктивной хирургии, основателя немецкой школы ринопластики.

## Ранние годы и учёба в университете
Альбрехт фон Грефе родился в семье хирурга генерал-штаб-доктора прусской армии Карла-Фердинанда фон Грефе. В 1837 году поступает во французскую городскую гимназию. По окончании гимназии, в возрасте 16 лет Грефе начинает учёбу в Берлинском университете, где изучает философию, логику, естественные науки и анатомию, слушает лекции знаменитых учёных своего времени: профессора внутренних болезней Морица Ромберга, профессора Иоганна Шёнлейна, физиолога Иоганна Мюллера возглавлявшего в то время медицинский факультет. Среди учеников Мюллера были Рудольф Вирхов, Теодор Шванн, Эмиль Дюбуа-Реймон, Герман Гельмгольц и другие. В 1847 году Альбрехт Грефе защитив работу «О броме и его действии», получает звание доктора. После этого он отправляется в Европу.

## Научное путешествие
Альбрехт Грефе приезжает в Прагу, где посещает клинику глазных болезней известного доктора Карла Арльта, что влияет на его решение посвятить себя офтальмологии. Побывал доктор Грефе в Париже, посетил клиники Фредерика Сишела и Луи-Огюста Десмарреса. Затем, посещает Вену, где практикуется в клинике Фридриха Джагера и Эдуарда Джагера (отца и сына). В Лондоне и Глазго изучает опыт лечения глазных болезней в Мурфилдской глазной больнице и знакомится с докторами Уильямом Боуменом, Джорджем Критчетом и Франциском Дондерсом.

## Возвращение в Германию
В 1850 году Альбрехт фон Грефе возвращается в Германию и начинает собственную врачебную практику. Снимает несколько небольших помещений, в которых ведёт прием пациентов, содержит на собственные средства стационарную лечебницу на 120 коек, из них — 60 бесплатных, для малоимущих пациентов и операционную.
На прием к нему шли люди всех сословий, нередко приезжали из других стран. В среднем в год он принимал до 8 тысяч пациентов, что способствовало накоплению большого клинического опыта.
В 1852 году Грефе защитил докторскую диссертацию «О движении глаз» и ему присвоили звание приват-доцента Берлинского университета, что давало возможность читать лекции студентам. Рабочий день Альбрехта Грефе заполняли обходы больных в клинике (включая ночные посещения), консультации в городе, амбулаторные приемы и очень серьезные научные занятия, включающие лекции для студентов.
Официального места в глазной клинике он не получил, субсидий для собственной больницы не имел. В Берлине в то время единственной благоустроенной глазной клиникой была больница Шарите, но перейти работать в неё ученому удалось только за два года до смерти.

## Научная и практическая деятельность
В 1850 году Герман Гельмгольц ввёл в клиническую практику офтальмоскоп. Этот инструмент позволил Альбрехту Грефе сделать ряд открытий и научных предложений, касающихся патологии глазного дна. Он описал эмболию артерии сетчатки, дифференцировал центральный рецидивирующий сифилитический ретинит от диффузного, описал неврит зрительного нерва и многое другое.
Семь лет своей научной деятельности (до 1857 года) Грефе посвятил исследованию функционирования глазных мышц, косоглазию и его исправлению путём операции, изучению амблиопии. Позже, он подробно описал симптомы параличей глазных мышц и клинические проявления дифтерии и бленорейного конъюнктивита, наметил пути медикаментозного лечения этих заболеваний.
Грефе считал глазное давление основной причиной глаукомы. По его мнению, снизив давление — можно было избавить больного от глаукомы. Во время лечения пациента с полным заращением зрачка, Грефе сделал иридэктомию (иссечение части радужной оболочки) и заметил, что глаз после операции стал мягче. Это натолкнуло врача на мысль о возможности применения подобной операции при глаукоме.
На первом Международном офтальмологическом конгрессе в Брюсселе в 1857 году Грефе сделал доклад «О природе и лечении глаукомы иридэктомией». Эта операция принесла ему мировую славу и спасла от слепоты многих больных глаукомой. Иридэктомия применяется в офтальмологической практике и в настоящее время.
В 1859 году Грефе предложил способ периферической линеарной экстракции катаракты. Он сделал периферический линеарный разрез, благодаря которому расхождение краев раны лоскутного разреза было устранено. Для такого разреза Грефе изобрел специальный длинный и узкий скальпель, за которым сохранилось название — грефевский.

## Альбрехт Грефе и российская офтальмология
В XIX веке российская офтальмология заметно отставала от европейской. Многие русские врачи приезжали в Германию, чтобы повысить свою квалификацию, изучить новые методики лечения глазных болезней. У Альбрехта Грефе стажировались: Эмилиан Адамюк, Леонард Гиршман, Владимир Добровольский, Иоганн Магавли, Эммануил-Макс Мандельштам, Александр Скребицкий, Эдуард Юнге и многие другие, впоследствии знаменитые русские учёные. Некоторые из них возглавили отечественные офтальмологические учреждения: Э. А. Юнге — в Санкт-Петербурге кафедру офтальмологии Медико-хирургической академии, а Л. Л. Гиршман — глазную больницу в Харькове.
Одной из самых распространённых глазных болезней в то время была глаукома, в большинстве случаев приводящая к слепоте. Первую антиглаукоматозную иридэктомию по методу Грефе в России произвел в 1858 году в Петербурге врач Иван Иванович Кабат. Он стажировался у Грефе, от которого получил рукопись с описанием метода антиглаукоматозной иридэктомии. Кабат передал рукопись для публикации в Военно-медицинский журнал, где статья Грефе вышла в переводе С. П. Боткина. Операция прошла успешно, результаты были доложены Кабатом в том же году на заседании Общества русских врачей в Петербурге. Последователями учёного стали такие выдающиеся русские врачи, как Эмилиан Адамюк, Алексей Маклаков, Леонид Беллярминов, Владимир Филатов.

## Общественная деятельность
В 1854 году Альбрехт Геффе основал, а затем редактировал немецкий журнал «Архив офтальмологии». В журнале опубликовано большинство работ учёного, занимающее в общей сложности 2500 страниц. В дальнейших выпусках журнала большое участие приняли известные офтальмологи Карл Арльт и Франциск Дондерс. В 1863 году Грефе создал первое в мировой практике научное объединение офтальмологов — Гейдельбергское офтальмологическое общество. По его примеру впоследствии Общества возникли во многих странах, в том числе и в России.

## Последние годы жизни и смерть
После Брюссельского конгресса и последовавшей мировой славы произошло трагическое событие — умерла горячо любимая им мать. В 1861 году во время путешествия в Баден-Баден Грефе перенёс тяжёлый плеврит. Врачи, лечившие его, поставили весьма неутешительный диагноз — плеврит туберкулёзного происхождения. Огромное напряжение сил, неустанная научная работа и продолжающиеся приступы болезни подтачивали здоровье учёного. Будучи тяжело больным Грефе ездил на курорт в Швейцарию, однако и там его поджидали пациенты из многих стран, поэтому отдых превращался в ту же самую практику. Последние годы жизни Альбрехта прошли в атмосфере семейного счастья — любящая жена и пятеро детей. Жена ухаживала за ним во время обострений болезни. Она также заболела туберкулёзом и пережила мужа только на два года. На её надгробии высечена трогательная надпись: «Любовь сильна как смерть».
Умер Альбрехт фон Грефе 20 июля 1870 года. За свою короткую жизнь — 42 года, из них в медицине всего 19 лет — он успел собственноручно сделать более 10 тысяч экстракций катаракты, оказать офтальмологическую помощь более чем 100 000 пациентов.
Похоронен учёный в Берлине на Иерусалимском кладбище. На могильном камне надпись: «Учителю офтальмологии» и библейское изречение: «Сладок свет, и приятно для глаз видеть солнце» (Книга Екклесиаста 11:7).

## Увековечивание памяти
При жизни у Грефе было достаточно противников. Некоторые учёные не признавали офтальмологию отдельной и самостоятельной дисциплиной. Гениальность Грефе была справедливо оценена соотечественниками только после его смерти.
У входа в больницу Шарите в 1882 году установлен памятник Альбрехту фон Грефе по проекту профессора Зимеринга. Это был первый памятник человеку науки, установленный в Берлине просто на улице. На памятнике запечатлен доктор Грефе, на левом барельефе — страдающие больные, на правом — благословляющие его пациенты, которым он сохранил или вернул зрение. Германское общество офтальмологов учредило медаль его имени. В глазной клинике Гейдельберга организован музей учёного. Журналу «Архив офтальмологии» присвоено его имя — «Albrecht von Graefes Archiv fur Ophthalmologie».
Ряд зрительных синдромов и болезней, впервые описанных учёным, носят его имя. Это болезнь Грефе,
миопатия Грефе, симптом Грефе.